# Cerkiew św. Jerzego w Cieszanowie
Cerkiew św. Jerzego w Cieszanowie – murowana filialna cerkiew greckokatolicka, znajdująca się w Cieszanowie.
Cerkiew wzniesiona w 1900, na miejscu starszej, drewnianej cerkwi z 1804. Należała do greckokatolickiej parafii w Nowym Siole. Polichromia autorstwa Grzegorza Kuźniewicza.

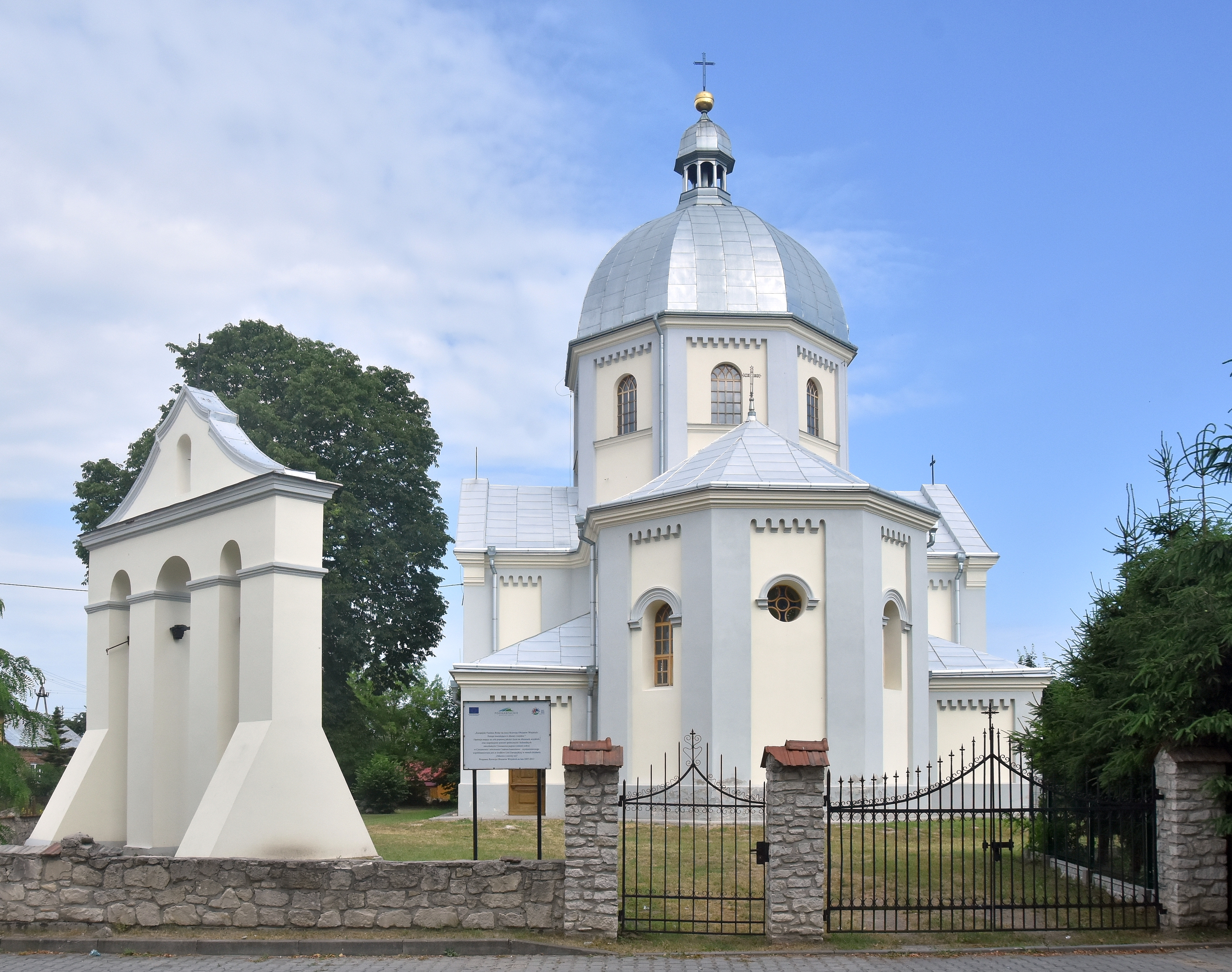
Widok od strony prezbiterium
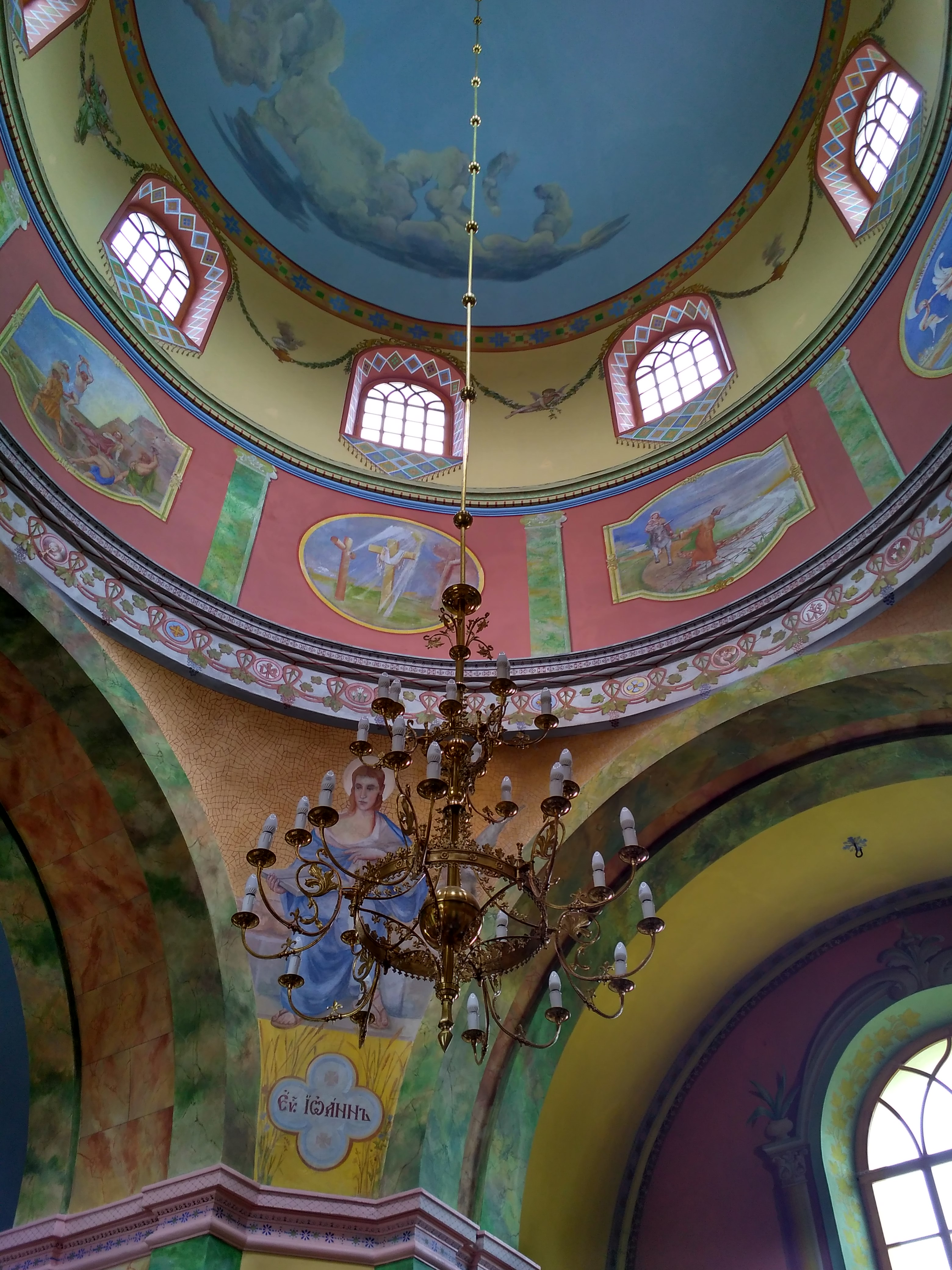
Wnętrze (2016)
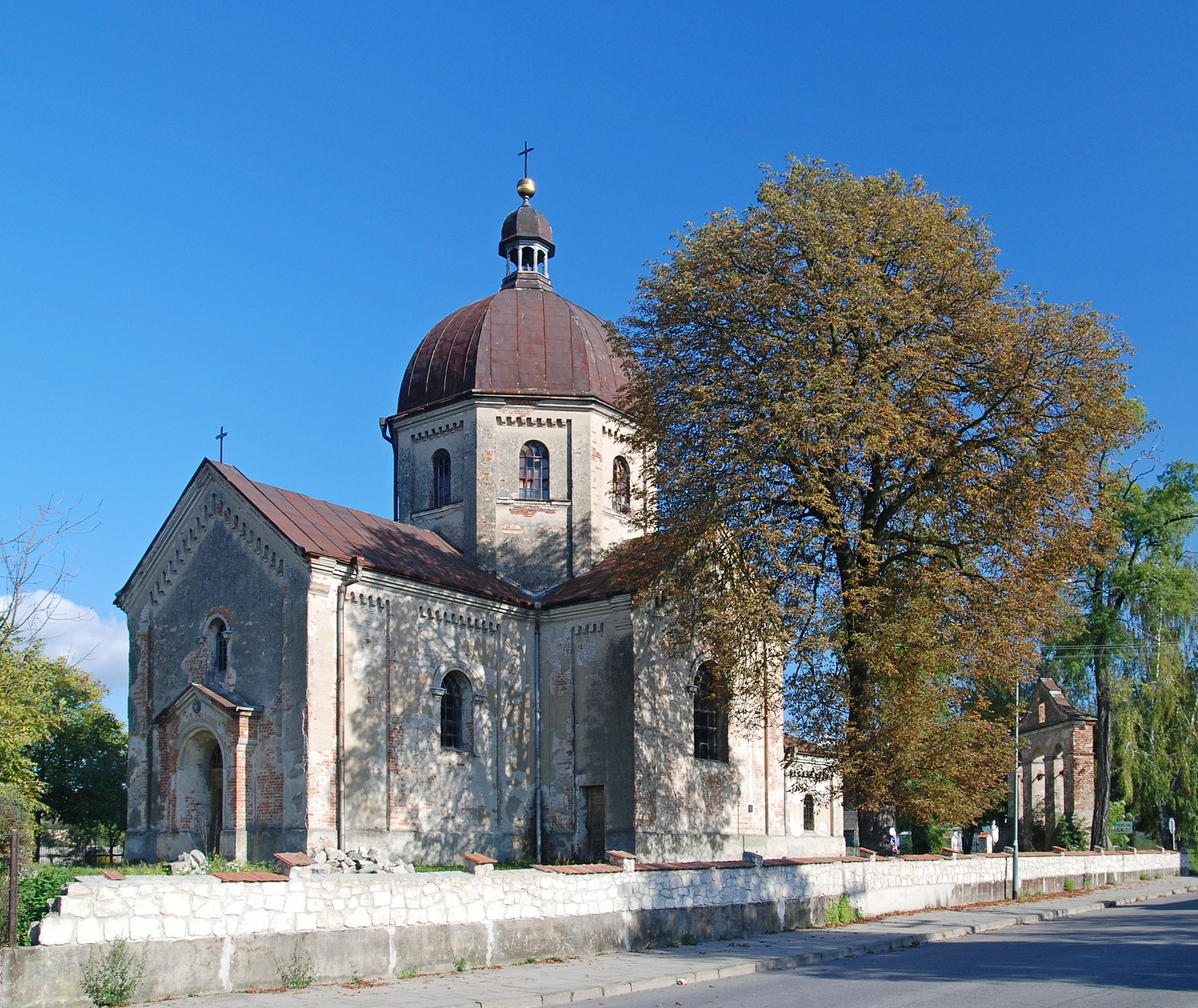
Stan w 2007